# Дворики (Калінінградська область)
Дворики (рос. Дворики, нім. Klein Dirschkeim) — селище Зеленоградського району, Калінінградської області Росії. Входить до складу Красноторовського сільського поселення.
Населення — 178 осіб (2015 рік).

## Населення
| 2002 | 2010 |
| ---- | ---- |
| 217  | ↘178 |